# Сільєруело-де-Абахо
Сільєруело-де-Абахо (ісп. Cilleruelo de Abajo) — муніципалітет в Іспанії, у складі автономної спільноти Кастилія-і-Леон, у провінції Бургос. Населення — 279 осіб (2010).
Муніципалітет розташований на відстані близько 160 км на північ від Мадрида, 50 км на південь від Бургоса.

## Демографія
Динаміка населення (INE ):